# Mazda Porter
O Mazda Porter (também chamado de E360) foi um pequeno caminhão produzido de 1968 a 1977.

## B360
O B360 foi um caminhão bodystyle baseado em partes do R360 coupe. Utiliza um motor de 356 cc. Foi lançado no mercado em 1961 e em 1966 deixou de ser fabricado.